# ザ・ファット・マン
「ザ・ファット・マン」（The Fat Man）は、アメリカのR&Bレコーディング・アーティスト、ファッツ・ドミノの楽曲。ドミノとデイヴ・バーソロミューの共作であり、1949年12月10日にレコーディングされた。最初のロックンロールのレコードのひとつ、あるいはロックンロールの形成に多大な影響を与えた曲としてしばしば名前が挙がる。「陽気なこの曲をロックたらしめているのはファッツの威勢のいい三連符のピアノとしっかりとしたビートだ」。英ガーディアン紙はそう評している。
この曲は、グラミーの殿堂入りを果たしたドミノの楽曲4曲のうちのひとつである。ドミノは1987年にグラミー賞の「生涯功労賞」を受賞している。

## レコーディング
コズィモ・マタッサが経営したルイジアナ州ニューオーリンズ・ランパート・ストリートのJ&Mスタジオで1949年12月10日にレコーディングが行われた。インペリアル・レコードのためのセッションで、ドミノはデイヴ・バーソロミューがレーベル主のルー・チャッドに紹介した新人だった。チャッドは地元で人気のアーティストを探しており、その要望を受け当時21歳、ニューオーリンズのナインス・ワードの労働者階級向けのバーでプレイしていたドミノを連れて来たのだった。
ドミノは歌とピアノを担当し、ドラムスにはアール・パーマー、フランク・フィールズがストリング・ベース、アーネスト・マクリーンがギター、サックス奏者には、ハーバート・ハーデスティ、クラレンス・ホール、ジョー・ハリス、レッド・タイラーの4人が参加した。アルミニウム(またはラッカー)製の原盤は50年以上に渡り行方不明な状況である。このため、現在使用されているマスターは保存状態の良いSP盤から起こされている。

## 音楽と歌詞
同曲は、ニューオーリンズのブギウギ・ピアニストのウィリー・ホール（愛称ドライヴ・エム・ダウン）が作曲しプレイした伝統的なニューオーリンズの楽曲「Junker Blues」のバリエーション的な内容である。「Junker Blues」はその後チャンピオン・ジャック・デュプリーがレコーディングしたことによって広く知られるようになり、 ロイド・プライスの「Lawdy Miss Clawdy」、プロフェッサー・ロングヘアの「Tipitina」の元曲ともなっている。
「ザ・ファット・マン」では、リード楽器とリズム・セクション双方に共通する特徴的なバックビートを持ったドミノのピアノを聴くことができる。アール・パーマーは、ドラマーがバックビートのみで一曲を通してプレイしたのはこの曲が初めてだと述べている。彼はそのビートをディキシーランド・ジャズから習得していた。ドミノはまた、「ワーワー」と歌うスキャット・ヴォーカルを聴かせ、ディキシーランド・ジャズのトランペットかハーモニカを彷彿させる雰囲気を曲に加えている。
人は俺をファット・マンと呼ぶのさ
だって俺は体重が200ポンド(約90kg)もあるからな
女の子はみんな俺に惚れてるよ
俺はすべてお見通しだからな
この曲は、ドミノがランパート・ストリートとキャナル・ストリートの角で、行き交うクレオールの女性を眺めている様子を歌っている。その場所はフレンチ・クオーターの角であり、当時は主にランパートが黒人、キャナルが白人のビジネスの中心地であった。

## 参加メンバー
- ファッツ・ドミノ Fats Domino – ピアノ、ヴォーカル
- アール・パーマー Earl Palmer – ドラムス
- フランク・フィールズ Frank Fields – ストリング・ベース
- アーネスト・マクリーン Ernest McLean – ギター
- ハーバート・ハーデスティ Herbert Hardesty – サクソフォン
- クラレンス・ホール Clarence Hall – サクソフォン
- ジョー・ハリス Joe Harris – サクソフォン
- レッド・タイラー Alvin "Red" Tyler – サクソフォン

## リリースとその後の反応・影響
クリスマスを控えた1949年12月にインペリアル・レコードからリリースとなり、1950年1月には全米で注目を集め始めた。2月18日にR&Bチャートの第2位となっている。ドミノのデビュー・シングルであり、「デトロイト・シティ・ブルース」のB面であった。インペリアル・レコードの広告によるとニューオーリンズでは10日間で1万枚を売り上げ、1950年1月に全米ヒットとなっている。
「ザ・ファット・マン」は、しばしば最初のロックンロールのレコードのひとつと称される。音楽学者のネッド・サブレットによると、この曲はジャンル名が定着する前にロックンロールしていた曲であり、ドミノはアグレッシブな一皮むけたブギウギ・ピアノをプレイすることによって、ジャンルの境界線を超えたのだという。その後、彼は三連符のピアノとスネアのバックビートを押し出したヒットを連発したのだった。Biography.comによると、この曲は百万枚を売り上げた最初のロックンロールのレコードだという。